# Brutus (mitologia)
Brutus z Troi (Brut) – postać z legend arturiańskich, protoplasta Brytów, pierwszy król brytyjski, przodek króla Artura.
Brutus był synem Sylwiusza, prawnukiem mitycznego Eneasza. Matka zmarła po porodzie. Jako nastolatek w czasie polowania zabił niechcący swego ojca. Wygnany za karę z kraju został przywódcą zbuntowanych niewolników trojańskich. Podczas tułaczki dotarł z kompanami do zamieszkałego tylko przez olbrzymy Albionu. Tu założył Nową Troję (Troynovante), późniejszy Londyn.
Hildebarand Jacob w poemacie „Brutus of Trojan” napisał, że Brutus dopłynął do Totnes, w hrabstwie Devon. Upamiętnia to głaz Brutus Stone. Według miejscowej tradycji, kamień jest pierwszą rzeczą, którą nadepnął po zejściu ze statku.